# Argus (muzička grupa)
Argus je srpski rok bend koji je osnovao 1996. godine u Paraćinu multimedijalni umetnik, gitarista i pevač Branko Radaković Bane.

## Rani period rada

#### 1996—2000.
Prvi javni nastup pred većim brojem posetioca grupa je imala 26. aprila 1996. godine u osnovnoj školi Radoje Domanović u kojoj je Branko Radaković Bane tada pohađao sedmi razred.
Na tom nastupu su pored njega svirali još i Marko Tomić (gitara i drugi vokal), Bojan Prokić Proka (bas) i Nenad Stojanović Šena (bubnjevi). Imali su već tada svoje pesme i izveli ih zajedno sa obradama.
Žanr koji su svirali bio je pank.
Koncert je nakon nekog vremena prekinuo tadašnji direktor škole jer mu je verovatno sve to zvučalo previše glasno i buntovno. Bend se sa raznim zabranama susretao i posle tog školskog koncerta zbog čega su morali iz sve snage da se bore za svoje pozicije.
Posle te svirke Baneta napuštaju dotadašnji članovi. Ova postava ostavila je, pored tog koncerta, i demo snimke koji su nastajali na probama i u skromnoj kućnoj produkciji. Bane je i pre toga praktikovao da sve što je moguće zabeleži, kako se ne bi zaboravilo. To je i nastavio da čini, te je u periodu od 1996. godine do 2000. godine snimljen pregršt autorskih demo albuma, a Bane je u tom razdoblju napisao na stotine svojih pesama. Paralelno je i crtao i slikao i bio produktivan i na tom polju.
Sa velikim brojem tadašnjih tinejdžera koji su svirali je sarađivao ali je samo sa malim brojem uspevao da ostvari uspešnu saradanju.
Do kraja 1996. godine jedna od postava koja je često javno nastupala sačinjavali su pored Baneta i Daliborka Lazić Boka (drugi glavni vokal), Jovan Jovanović Joca (bas gitara) i Branislav Anđelković Bane (bubnjevi). Međutim i ova ekipa se raspada, a jednu od postava koja se ustalila 1997. godine pored Baneta, koji je u toj fazi odlučio da ne bude više glavni pevač, činili su Dragan Stevanić Drakče (vokal), Oleg Brnić (bas gitara) i Boban Tokić Tokica (bubnjevi). 
Konstantno su imali svirke i stekli veliki broj fanova. Na svakoj od njih dolazilo je do šutki i histerije. Postali su prava koncertna tinejdžerska atrakcija.
U toj fazi sviraju melodični pank rok.
Iako su i više nego dobro spremili dugosvirajući autorski materijal za album i planirali da ga u leto 1998. godine snime u studiju, do toga nije došlo. 
Jedini razlog je bio nedostatak finansija. Uspešni koncertni trio funkcionisao je do marta 1999. godine.
1998. godine Drakče prelazi na bas gitaru, pošto iz benda izlazi Oleg. To nimalo nije poremetilo grupu i nastavljaju sa vežbanjem i koncertima. Gotovo da nije bilo mesta na kome nisu svirali u Paraćinu, a nastupili su i u Ćupriji na velikom rok spektaklu Rock spoj '98. koji je održan 26. avgusta 1998. godine u Moravskom parku.
Iako su i više nego dobro spremili dugosvirajući autorski materijal za album i planirali da ga u leto 1998. godine snime u studiju, do toga nije došlo. 
Jedini razlog je bio nedostatak finansija.
Uspešni koncertni trio funkcionisao je do marta 1999. godine.
Tada na odsluženje vojnog roka odlazi Tokica i na Banetov nagovor Drakče prelazi na bubnjeve. 
Njih dvojica počeli su da uvežbavaju nove Banetove numere koje su zvučale drugačije od njihovih dotadašnjih stvari. Bile su mračnije i komplikovanije.
U leto 1999. godine Bane upoznaje klavijaturistu i pevača Vladana Jovanovića Vladu sa kojim počinje često da nastupa po lokalnim kafićima u Paraćinu. Na tim svirkama na repertoaru su bile strane i domaće rok obrade. Ubrzo počinju i da stvaraju i uvežbavaju svoj novi autorski materijal sačinjen od Vladinih i Banetovih stvari, te bend nastavlja svoj život sa Vladom kao glavnim pevačem.
Novi član benda uskoro postaje i bas gitarista Marko Ilić Ilke. 
Ova postava učiniće da bend postane zreliji.

## Prvi studijski snimci i album

#### 2000—2002.
Prve ozbiljnije snimke uradili su u studiju "Hod" u Svilajncu 12. februara 2000. godine. Tada su snimljene četiri muzičke numere i tako je nastao mini album nazvan "Distorzija besa". Objavljen je samostalno u malom tiražu u formatu audio kasete.
Bend je bio koncertno aktivan do leta 2000. godine. 
Te godine održane su i dve svirke u jednoj od starih postava, u kojoj je Drakče svirao bas gitaru i pevao, Bane svirao gitaru, a Tokica bio za bubnjevima, ali ova postava tada nije mogla da se održi kao što je to ranije mogla.
Kada je i Vlada otišao u vojsku, Drakče i Ilke nisu hteli da nastave sa Banetom, te je on čekajući Vladu, pojačao svoj slikarski rad, ali i pripremao novu postavu benda u kojoj je bubnjeve svirao Marko Kilibarda.
Ipak, i ta postava nije dugo trajala.
Kada se Vlada vratio iz vojske 2001. godine, nakon uvežbavanja materijala sa još par muzičara, ipak odlučuju da njih dvojica sami konačno završe snimanje albuma koji je nazvan "Spreman za let". 
Izdat je samostalno iste te godine na CD-u. Omot za taj album dizajnirao je, danas nažalost pokojni, Banetov otac, primenjeni umetnik Nenad Radaković Neša.
U pesmama Septembar i Osećaj bas gitaru je svirao Ilija Matić koji je već bio na kratko u Argusu 1996. godine i u drugoj polovini 2001 godine. Pored toga, on je komponovao instrumental Zelena melanholija i odsvirao ovu kompoziciju na akustičnoj gitari. Sve ostalo na albumu autorski pripada Vladi i Banetu.
Zbog nedostatka stalnog basiste i bubnjara, Vlada je zajedno sa Banetom umiksovao i napravio zvučnu podlogu preko sekvencara koji je solidno zamenio ove instrumente na nekim pesmama. Inače, Vlada i Bane su sekvencer koristili i ranije na svirkama po kafićima.
Gotovo sve numere sa tog albuma emitovane su redovno u periodu od 2001. godine do 2002. godine na Radio Beogradu 202 u tada tek stvorenoj emisiji Demo express, a na top listi te emisije izdvojile su se pesme Riba i Hodam sam. 
I mnoge druge radio stanice širom Srbije su emitovali numere sa tog albuma.
Početkom 2002. godine snimaju i prvi spot za pesmu Pobeda u produkciji TV Svi-Tel.
Ovaj spot je te 2002. godine, kao i 2003. godine konstantno emitovan na tadašnjem popularnom muzičkom TV kanalu MTS, TV kanalu M, a bio je i na top listi emisije Videostoper TV NS II.

## Period nakon paraćinske faze

#### 2002—2005.
Pošto se 2002. godine Bane seli iz Paraćina za Kikindu, i saradnja sa Vladom se tada prirodno ugasila.
Bane je pokušavao sa raznim muzičarima da okupi ponovo Argus, što mu je polazilo za rukom tek ponekad. I u Beogradu i u Kikindi je povremeno svirao do 2005. godine.
Od ljudi koji su u to vreme u Kikindi često vežbali sa njim vredi spomenuti bubnjara Dušana Linjačkog sa kojim nažalost nije urađen nijedan audio zapis.
Ipak, u Beogradu Bane je 2004. godine uspeo da snimi maksi singlove Ispod lišća i Bez para, a 2005. godine i singl pod nazivom Beton. To je izveo u saradnji sa muzičarem Darkom Ćosovićem.
Dakle, Argus je više puta i prekidao sa radom od 2002. godine jer Bane nije mogao da nađe saradnike sa kojima će u kontinuitetu da radi. Jedan od razloga je i to što je, u jesen 2002. godine počeo je da studira Višu školu likovnih i primenjenih umetnosti u Beogradu, na kojoj je i diplomirao 2005. godine. Međutim, bila je i prisutna ponižavajuća činjenica da su spotovi koji su rađeni od 2004. godine bili odbijani na TV stanicama. 
I pored velikog uspeha sa prvim spotom za pesmu Pobeda koji se odlično kotirao par godina, 2004. godine dolazi do velike medijske blokade. Nijedan spot koji je urađen od tada, a urađeno ih je dosta do 2009. godine, nijedna bitnija TV stanica nije želela da emituje. Ipak, manje TV stanice nisu pravile veće probleme, te je određen broj spotova mogao biti često viđen na par TV kanala.
Ta česta medijska odbijanja, kao i nemogućnost da se organizuju svirke, smanjivale su i volju i želju za postojanjem benda, iako kreativna strana Argusa nikada nije popuštala. Stvar zvuči još više ironična kada dodamo činjenicu da Argusi imaju, između ostalog, gomilu potencijalnih hitova i komercijalnih pesama, ali zbog nemogućnosti da svoj rad predstave široj javnosti ostali su u zapećku i mnogi potencijalni slušaoci ostali uskraćeni da čuju veliki broj kvalitetnih pesama.
Ipak, 2007. godine nastaje album "Nedostupna sloboda" i to je plod Banetove ponovne saradnje sa Vladanom Jovanovićem i Danijelom Kišom koji je svirao violinu i sa Banetom je sarađivao od 2004. godine, a u nekim pesmama i pevao. Na tom albumu u pesmi Moja soba, gostuje, danas nažalost pokojni, čuveni bački gitarista Ratko Stupar.
Taj album sniman je u veoma siromašnoj produkciji i zbog toga ne predstavljaju bend u pravom svetlu, između ostalog i zbog toga što ekipa nije funkcionisala na pravi način, već su to bili pokušaji da se po svaku cenu nastavi sa radom. Na tom albumu nalaze se i trenutna interesovanja svakog od ovih muzičara, pa je on stilski još šareniji od prvog studijskog albuma.
Pošto se Bane 2005. godine nastanio u Baču, Vlada i dalje živeo u Paraćinu, a Danijel u Kikindi, projekat je teško mogao da opstane, pa je 2008. godine nakon snimanja singla Trenutak koji su uradili sami Vlada i Bane, Argus prestao još jednom sa postojanjem. 
Postojao je dogovor i da se snima album u leto iste te 2008. godine, pošto se nagomilao veliki broj pesama koje nikada nisu realizovane u studiju, ali do toga nije došlo.
Ipak, u proleće 2009. godine Danijel i Bane snimaju dve peme (Tvoje oči i Sive strukture) u Kikindi, a u isto to vreme u Kikindi Bane sa Milošem Milekićem snima još jednu pesmu nazvanu Kraj. U leto te godine Bane je sa Vladom u njegovom studiju u Paraćinu realizovao dve potpuno nove pesme među kojima se izdvojila Možda je ovo dovoljno. U jesen je potom sam u Baču miksovao određen broj pesama i sve te pesme objavljene su iste godine na albumu koji je nazvan po istoimenoj pesmi Možda je ovo dovoljno.
Tokica u leto 2010. godine okuplja još jednom staru postavu koja je koncertno bila najuspešnija i koja nije zajedno svirala deset godina. 11. avgusta održali su svirku u kafe baru Mason u Paraćinu koja je odlično prihvaćena. U sastavu Dragan Stevanić Drakče (vokal i bas), Branko Radaković Bane (solo i ritam gitara) i Boban Tokić Tokica (bubnjevi) imali su nastup od sat vremena i zvučali kao da nisu nikada ni prestajali da sviraju. I pored činjenica da je Drakče svirao samo bubnjeve od 1999. godine po lokalnim paraćinskim kafićima, tako da bas od tada nije svirao, a nije ni pevao (osim na jedine dve svirke 2000. godine koje su Argusi u ovoj postavi imali), dok je Bane veoma retko kao muzičar nastupao uživo od 2000, kao i Tokica, svirka je odrađena profesionalno. Pokazalo se da ih se stara publika uželela, a i da imaju nove mlađe slušaoce.
2011. godine izdat je živi album Živi tragovi na kome je predstavljen deo sa već pomenute svirke koja se desila 11. avgusta 2010. godine, a bend je te 2011. godine sa pesmom Trenutak uvršten na kompilaciji Dark Scene vol. 12 koju je izdala novosadska izdavačka kuća Dark: Scene Records
Pored toga, Bane je, između ostalog, 2011. godine završio dugometražni dokumentarni film Bilo jednom u Paraćinu u kome je istakao paraćinske autorske rok grupe koje su ostavili trag i van Paraćina. Između ostalog, prikazao je i deo rada svog benda Argus.
Dokumentarac je premijerno prikazan 7. maja 2012. godine u Dvorani kulturnog centra, u Beogradu, na Međunarodnom festivalu dokumentarnog filma Beldocs.

## Zanimljivosti
U međuvremenu Radaković je prerastao u jednog od najproduktivnijih autorskih reditelja na Balkanu i nanizao veliki broj kultnih filmova od kojih su mnogi prikazivani i nagrađivani u celom svetu i kod nas.
Kako je u tinejdžerskim i postinejdžerskim danima bio hiperproduktivan u rok muzici i likovnom radu, tako je od svoje 24. godine postao hiperproduktivan na filmskom planu i ta hiperproduktivnost ga drži do danas.
Verovatno zasićen i od problema na koje je nailazio kao rok muzičar, sigurnije utočište je našao u filmu od 2006. godine. Vladan Jovanović mu je komponovao muziku za neka ostvarenja, a u nekim njegovim filmovima se nalaze i numere koje su se našle i na albumima Argusa iz te dekade. Neki od najuspešnijih filmskih naslova, gde su njih dvojica sarađivali i na taj način su: Putokaz za život koji ne postoji iz 2007. godine, Sloboda i performans iz 2008. godine, Iluzija iz 2009. godine i Pozdrav video kasetama! iz 2010. godine.
Februara 2008. godine Bane i Vlada snimili su zajedno i film Reportaža o dva umetnika u kome ujedno i glume. Film je iz postprodukcije izašao tek marta 2009. godine.
Sa još nekoliko članova iz grupe Bane je sarađivao u radu na nekim svojim filmova. Danijel Kiš mu je glumio u filmovima Lice istine iz 2007. godine i Skrivena projekcija iz 2009. godine, a pojavljuje se na kratko i u filmu Sloboda i performans iz 2008. godine.
Odličnu glavnu rolu u filmu Iluzija iz 2009. godine odigrao je i u par navrata povremeni član grupe Ilija Matić, dok je glavnu rolu u filmu Skrivena projekcija iz 2009. godine imao saradnik benda Miloš Milekić.
Bane je, pored toga što se pojavljivao i kao glumac u svojim filmovima, glumio i u filmovima drugih reditelja. Imao je bitnu rolu u hororu Mladena Milosavljevića Naprata iz 2013. godine i glavnu ulogu u trileru Zlatka Miloševa Laka lova iz 2017. godine, a pojavio se i u dokumentarcu Borisa Malagurskog Težina lanaca 2 iz 2014. godine.
Zanimljivo je i da se Banetov instrumental Talasi našao kao jedina muzička podloga u dokumentarcu Mladena Milosavljevića Zona škart iz 2013. godine.
Paralelno sa Argusom ili dok bend pauzira Bane je povremeno sarađivao i svirao sa grupama: JSZ (Paraćin), Rage unit (Paraćin), Flashback (Paraćin), Mandrake (Kikinda), Rock express (Bač) i Olovni balon (Bač).
Poslednju živu svirku za sada, Bane je imao u Baču 25. novembra 2011. Na njoj je nastupio zajedno sa Boškom Stanojevićem Boletom koji je najpoznatiji kao poslednji basista EKV-a.
Na nagovor muzičkog kritičara Milana B. Popovića 2013. godine Bane je skupio po svom odabiru najbolje snimljene numere Argusa realizovane od 2000. godine do 2009. godine i objavio tako kompilaciju pod nazivom Skriveni tragovi. Vest o ovoj kompilaciji odjeknula je i više nego odlično u celoj regiji.
2013. godine snimio je i vokal za pesmu Ubuduće ne pričaj o budućnosti koju je napisao Milan B. Popović. 2014. godine Miroslav Dukić Geza (gitarista grupe Tako) je za nju napravio muziku, a Bane je te godine uradio i spot za tu numeru.

Naredne godine je ta pesma objavljena na duploj CD kompilaciji Hronično neumorni. Sve numere na toj kompilaciji urađene su na tekstove Milana B. Popovića i izdate su u njegovoj samostalnoj produkciji.
Bane je krajem 2013. godine počeo je da radi na još jednom muzičkom dokumentarcu Limunovo drvo koji je postao veoma popularan u celoj regiji, a 2015. godine Bane se definitivno ponovo odlučio vratiti ozbiljno ka kreiranju sopstvene autorske muzike, ali ovoga puta kao solista. Već krajem 2015. godine objavio je maksi singl sa pesmama Deo sistema i Ponovo tu, a naredne 2016. godine singl Neću da odem i još jedan maksi singl sa pesmama Ljudi i prava i Lažni heroji dok u međuvremenu snima i stvara kompletan nov album na kome je on, pre svega, glavni pevač i kompletan autor muzike i tekstova. Taj album bi se trebao pojaviti do kraja 2017. godine. Većina ovih pesama emitovane su na Radio Beogradu 1 i Radio Beogradu 202, a pesma Lažni heroji bila je i u izboru za Singl godine za 2016. godinu na Radio Beogradu 202.
Početkom 2017. godine Bane je režirao i spot za pesmu Slobodni zagrebačkih Metessija i Zvijezda koji je premijerno emitovan 26. marta 2017. godine na TV kanalu RTL 2 u emisiji Top.hr, a Renato Metessi i Bane uradili su zajedno i duet za pesmu Svijet se pokreće koji je objavljen 2018. godine za zagrebačku izdavačku kuću Dallas Records.
1. decembra 2017. godine Bane je potpisao ugovor sa beogradskom izdavačkom kućom Metropolis Music, da bi 8. decembra 2017. godine njegov prvi solo album Pakovanje bio zvanično objavljen, a isti album je za istu izdavačku kuću odštampan u CD formatu 2018. godine.

## Diskografija
Distorzija besa (Samostalno izdanje, 2000) mini album
Spreman za let (Samostalno izdanje, 2001) album
Ispod lišća (Samostalno izdanje, 2004) maksi singl
Bez para (Samostalno izdanje, 2004) maksi singl
Beton (Samostalno izdanje, 2005) singl
Nedostupna sloboda (Samostalno izdanje, 2007) album
Trenutak (Samostalno izdanje, 2008) singl
Možda je ovo dovoljno (Samostalno izdanje, 2009) album
Živi tragovi (Samostalno izdanje, 2011) live album
Dark Scene vol. 12 (Dark: Scene Records, 2011) kompilacijski album raznih izvođača na kome Argus ima učešće sa pesmom Trenutak
Skriveni tragovi (Samostalno izdanje, 2013) kompilacijski album sa najboljim pesmama Argusa
Hronično neumorni (Samostalno izdanje, 2015) dupli kompilacijski album na kome Branko Radaković ima učešće sa pesmom Ubuduće ne pričaj o budućnosti
Deo sistema / Ponovo tu (Samostalno izdanje, 2015) solo maksi singl Branka Radakovića
Neću da odem (Samostalno izdanje, 2016) solo singl Branka Radakovića
Ljudi i prava / Lažni heroji (Samostalno izdanje, 2016) solo maksi singl Branka Radakovića
Pakovanje (Metropolis Music, 2017, 2018) solo album Branka Radakovića
Svijet se pokreće (Dallas Records, 2018) singl duet Branka Radakovića sa Renatom Metessijem

## Spoljašnje veze
- POPBOKS Scena Argus
- ROCKOMOTIVA Starinarnica Ovako se ranije sviralo Архивирано на веб-сајту  (23. април 2017)
- Blic Zabava
- MjuzNews Domaća scena
- Trablmejker Intervju sa Brankom Radakovićem Архивирано на веб-сајту  (8. новембар 2017)